# فردونیا (نیویورک)
فردونیا، نیویورک (به انگلیسی: Fredonia, New York) یک دهکده در ایالات متحده آمریکا است که در شهرستان چاتاکوآ، نیویورک واقع شده‌است.

## خصوصیات
فردونیا ۱۳٫۴ کیلومترمربع مساحت و ۱۱٬۲۳۰ نفر جمعیت دارد و ۲۲۰ متر بالاتر از سطح دریا واقع شده‌است.

## خواهرخوانده
شهر بامبرگ خواهرخواندهٔ فردونیا، نیویورک هست.